# Emily Dickinson
Emily Elizabeth Dickinson (Amherst, Massachusetts, EUA, 10 de desembre de 1830 - 15 de maig de 1886) va ser una poeta estatunidenca. Poc coneguda durant la seua vida, posteriorment ha estat considerada com una de les figures més importants de la poesia dels Estats Units. Dickinson va néixer a Amherst (Massachusetts), en una família destacada amb forts vincles amb la seua comunitat. Després d'estudiar a l'Amherst Academy durant set anys en la seua joventut, va assistir per poc temps al Seminari Femení de Mount Holyoke abans de tornar a la casa de la seua família a Amherst. L'evidència suggereix que Dickinson va viure gran part de la seua vida aïllada. Considerada una excèntrica per la gent d'Amherst, va desenvolupar una inclinació per la roba blanca i era coneguda per la seua reticència a saludar els convidats o, més endavant, fins i tot a abandonar el seu dormitori. Dickinson mai es va casar, i la majoria de les seues amistats es basaven completament en la correspondència.
Tot i que Dickinson va ser una escriptora prolífica, les seues úniques publicacions durant la seua vida van ser deu dels seus gairebé 1.800 poemes i una carta. Els poemes que li van publicar solien ser corregits de manera significativa per adaptar-se a les regles poètiques convencionals. Els seus poemes eren únics per a la seua època; contenen línies curtes, normalment no tenen títol i sovint utilitzaven rima imperfecta, així com un ús de les majúscules i la puntuació no convencional. Molts dels seus poemes tracten temes de la mort i la immortalitat (dos temes recurrents a les cartes als seus amics), l'estètica, la societat, la natura i l'espiritualitat.
Tot i que probablement els coneguts de Dickinson sabien que escrivia molt, la seua obra no es va fer pública fins a després de la seua mort el 1886, quan Lavinia, la seva germana petita, va descobrir l'amagatall dels seus poemes. El 1890, dues persones que la coneixien —Thomas Wentworth Higginson i Mabel Loomis Todd— van publicar la seva primera col·lecció de poemes, tot i que van corregir-ne molt el contingut. La col·lecció completa de la seua poesia va estar disponible per primera vegada el 1955 quan l'estudiós Thomas H. Johnson va publicar The Poems of Emily Dickinson. El 1998, The New York Times va informar d'un estudi en què la tecnologia infraroja va revelar que alguns poemes de Dickinson havien estat censurats deliberadament per excloure-hi el nom «Susan». Almenys onze dels poemes de Dickinson estaven dedicats a la seua cunyada Susan Huntington Gilbert Dickinson, i totes les dedicatòries van ser posteriorment esborrades, suposadament per Todd. Aquesta censura ha enfosquit la naturalesa de la relació d'Emily i Susan, que molts estudiosos han interpretat com a romàntica.

## Biografia

### Família i infantesa
Emily Elizabeth Dickinson va néixer a la casa de la família a Amherst (Massachusetts), el 10 de desembre de 1830, en una família important, però no rica. El seu pare, Edward Dickinson, era advocat a Amherst i conseller d'Amherst College. Dos-cents anys abans, els seus avantpassats patrilineals havien arribat al Nou Món —durant la Gran Migració Puritana— on van prosperar. L'avi patern d'Emily Dickinson, Samuel Dickinson, va ser un dels fundadors d'Amherst College. El 1813, va construir la casa, una gran mansió al carrer principal de la ciutat, que es va convertir en el focus de la vida familiar de Dickinson durant la major part d'un segle. El fill gran de Samuel Dickinson, Edward, va ser tresorer d'Amherst College de 1835 a 1873, va ser membre de la Cambra de Representants de Massachusetts (1838–1839; 1873) i al Senat de Massachusetts (1842–1843), i va representar el 10é districte del Congrés de Massachusetts al 33é Congrés dels Estats Units (1853–1855). El 6 de maig de 1828 es va casar amb Emily Norcross de Monson (Massachusetts), i van tenir tres fills: William Austin (1829–1895), conegut com a Austin, Aust o Awe, Emily Elizabeth i Lavinia Norcross (1833–1899), coneguda com a Lavinia o Vinnie Emily Dickinson també era cosina llunyana de Baxter Dickinson i la seua família, inclòs el seu net, l'organista i compositor Clarence Dickinson.
Segons tots els testimonis, la petita Dickinson era una noia ben educada. En una llarga visita a Monson quan tenia dos anys, la seva tia Lavinia la va descriure com «una molt bona criatura i poc problemàtica». També va notar l'afinitat de la noia per la música i el seu particular talent per al piano, que la nena anomenava «the moosic».
Dickinson va assistir a l'escola primària en un edifici de dos pisos a Pleasant Street. La seua educació va ser «ambiciosament clàssica per a una noia victoriana». Volent que els seus fills estigueren ben educats, el seu pare va seguir el seu progrés fins i tot mentre era fora per negocis. Quan Dickinson tenia set anys, el seu pare va escriure a casa, recordant als seus fills que «seguiren l'escola i aprengueren, per dir-me, quan torne a casa, quantes coses noves heu aprés». Tot i que Dickinson va descriure constantment el seu pare amb afecte, la seua correspondència suggereix que la seua mare, en canci, era regularment freda i distant.
El 7 de setembre de 1840, Dickinson i la seua germana Lavinia van començar juntes a l'Acadèmia Amherst, una antiga escola de nois que s'havia obert a les estudiants només dos anys abans. Gairebé al mateix temps, el seu pare va comprar una casa al carrer North Pleasant. El germà de Dickinson, Austin, va descriure més tard aquesta gran nova casa com la «mansió» que ell i Dickinson presidien com a «senyor i dama» mentre els seus pares estaven absents. La casa donava al cementeri d'Amherst, descrit pel pastor local com a sense arbres i «prohibit».

### Adolescència
Dickinson va passar set anys a l'Acadèmia, fent classes de literatura anglesa i clàssica, llatí, botànica, geologia, història, «filosofia mental» i aritmètica. Daniel Taggart Fiske, director de l'escola en aquell moment, recordarà més tard que Dickinson era «molt brillant» i «una excel·lent estudiosa, de comportament exemplar, fidel en totes les tasques escolars». Tot i que va prendre uns quants terminis per malaltia, el més llarg dels quals va ser el 1845-1846, en què només va estar matriculada durant onze setmanes, va gaudir dels seus estudis extenuants, i va escriure a un amic que l'acadèmia era «una escola molt bona».
Dickinson es va veure preocupada des de ben jove per l'«amenaça cada cop més profunda» de la mort, especialment la mort d'aquells que estaven a prop d'ella. Quan Sophia Holland, cosina segona seua i amiga íntima, va emmalaltir de tifus i va morir l'abril de 1844, Dickinson va quedar traumatitzada. Recordant l'incident dos anys després, va escriure que «em semblava que també m'hauria de morir si no se'm permetés vigilar-la o fins i tot mirar-la a la cara». Es va tornar tan melancòlica que els seus pares la van enviar a quedar-se amb la família a Boston per recuperar-se. Amb la salut i l'ànim restaurats, aviat va tornar a l'Acadèmia Amherst per continuar els seus estudis. Durant aquest període, va conéixer gent que es convertiria en amics i corresponsals de tota la vida, com Abiah Root, Abby Wood, Jane Humphrey i Susan Huntington Gilbert (que més tard es va casar amb el germà de Dickinson, Austin).
El 1845, va tenir lloc un renaixement religiós a Amherst, que va resultar en 46 confessions de fe entre els companys de Dickinson. Dickinson va escriure a un amic l'any següent: «Mai vaig gaudir d'una pau i una felicitat tan perfectes com el poc temps en què vaig sentir que havia trobat el meu Salvador». Va continuar dient que era el seu «gran plaer comunicar-se sol amb el gran Déu i sentir que escoltaria les meues oracions». L'experiència no va durar: Dickinson mai va fer una declaració formal de fe i va assistir regularment als serveis durant només uns quants anys. Després d'acabar el seu viatge a l'església, cap al 1852, va escriure un poema d'obertura: «Alguns guarden el Sàbat anant a l'església — jo el guarde, quedant-me a casa».
Durant l'últim any de la seua estada a l'Acadèmia, Dickinson es va fer amiga de Leonard Humphrey, el seu popular nou director jove. Després d'acabar el seu darrer mandat a l'Acadèmia el 10 d'agost de 1847, Dickinson va començar a assistir al seminari femení Mount Holyoke de Mary Lyon (que més tard esdevingué el Mount Holyoke College) a South Hadley, a uns 16 km d'Amherst. Va romandre al seminari només deu mesos. Tot i que li agradaven les noies de Mount Holyoke, Dickinson no hi va fer cap amistat duradora. Les explicacions de la seua breu estada a Mount Holyoke difereixen considerablement: o bé tenia una salut precària i el seu pare la volia tenir a casa, o es va rebel·lar contra el fervor evangèlic present a l'escola, o no li agradaven els professors disciplinats, o senzillament trobava a faltar la seua casa. Siguen quins siguen els motius per a abandonar Mount Holyoke, el seu germà Austin va aparéixer el 25 de març de 1848 per «portar-la a casa en tot cas». De tornada a Amherst, Dickinson va ocupar el seu temps amb activitats domèstiques. Va començar a cuinar per a la família i li va agradar assistir a esdeveniments i activitats locals a la ciutat universitària en creixement.

### Influències primerenques i escriptura
Quan tenia divuit anys, la família de Dickinson va fer amistat amb un jove advocat anomenat Benjamin Franklin Newton. Segons una carta escrita per Dickinson després de la mort de Newton, ell havia estat «dos anys amb el meu pare, abans d'anar a Worcester, per continuar els seus estudis, i era molt amb la nostra família». Tot i que probablement la seua relació no va ser romàntica, Newton va ser una influència formativa i es convertiria en el segon d'una sèrie d'homes grans (després de Humphrey) als quals Dickinson es referia, de manera diversa, com el seu tutor, preceptor o mestre.
Newton probablement la va introduir als escrits de William Wordsworth, i el regal que li va fer del primer llibre de poemes recollits de Ralph Waldo Emerson va tenir un efecte alliberador. Més tard va escriure que ell, «el nom del qual em va ensenyar l'Estudiant de Dret del meu pare, ha tocat la primavera secreta». Newton tenia Dickinson en alta estima, creient en ella i reconeixent-la com a poeta. Quan es moria de tuberculosi, li va escriure dient-li que li agradaria viure fins que aconseguís la grandesa que ell havia previst.
Dickinson estava familiaritzada no només amb la Bíblia, sinó també amb la literatura popular contemporània. Probablement va estar influenciada per les Letters from New York de Lydia Maria Child, un altre regal de Newton. El seu germà va introduir una còpia del Kavanagh de Henry Wadsworth Longfellow a la casa per a ella sense saber-ho son pare, que podria no haver estat d'acord, i un amic li va prestar la novel·la Jane Eyre de Charlotte Brontë a finals de 1849. La influència de Jane Eyre no es pot mesurar, però quan Dickinson va adquirir el seu primer i únic gos, un Terranova, el va anomenar «Carlo» pel personatge del gos de St. John Rivers. William Shakespeare també va tenir una gran influència en la seua vida. En referència a les seues obres, va escriure a un amic: «Per què agafar una altra mà que no siga aquesta?» i a un altre: «Per què es necessita algun altre llibre?»

### Adultesa i aïllament
Durant la dècada de 1850, la relació més forta i afectuosa de Dickinson va ser amb la seua cunyada, Susan Gilbert. Dickinson li va enviar més de tres-centes cartes, més que a cap altre corresponsal, al llarg de la seua relació. Susan va donar suport a la poeta, fent el paper d'«amiga, influència, musa i consellera més estimada». En una carta de 1882 a Susan, Dickinson va dir: «Amb l'excepció de Shakespeare, m'has parlat de més coneixement que qualsevol altre viu».

La importància de la relació de Dickinson amb Susan Gilbert s'ha passat per alt a causa d'un punt de vista promogut per primera vegada per Mabel Loomis Todd, que durant molts anys va mantenir una relació amb Austin Dickinson. Todd va disminuir el paper de Susan Gilbert en la vida de Dickinson per la mala relació que ella tenia amb la dona del seu amant. No obstant això, la noció d'una Susan «cruel» —tal com va promoure la seua rival romàntica— ha estat qüestionada, sobretot per les nebodes i nebots de Dickinson (els fills supervivents de Susan i Austin), amb qui Dickinson era propera. Molts estudiosos interpreten la relació entre Emily i Susan com una relació romàntica. A The Emily Dickinson Journal Lena Koski va escriure: «Les cartes de Dickinson a Gilbert expressen forts sentiments homoeròtics». Ella cita moltes de les seues cartes, inclosa una de 1852 en què Dickinson proclama:
| \| « \| Susie, tornaràs a casa dissabte vinent, tornaràs a ser meua i em besaràs com abans? […] T'espere tant i em sent amb moltes ganes per tu, sent que no puc esperar, sent que ara t'he de tenir, que l'esperança de tornar a veure't la cara, em fa sentir calor i febre, i el meu cor batega tan de pressa […] estimada meua, tan propera et sembla, que menyspree aquesta ploma, i espere una llengua més càlida.[10] \| » \| | |   |
| | |   |
| « | Susie, tornaràs a casa dissabte vinent, tornaràs a ser meua i em besaràs com abans? […] T'espere tant i em sent amb moltes ganes per tu, sent que no puc esperar, sent que ara t'he de tenir, que l'esperança de tornar a veure't la cara, em fa sentir calor i febre, i el meu cor batega tan de pressa […] estimada meua, tan propera et sembla, que menyspree aquesta ploma, i espere una llengua més càlida. | » |

Susan Gilbert es va casar amb Austin el 1856 després d'un festeig de quatre anys, tot i que el seu matrimoni no va ser feliç. Edward Dickinson va construir una casa per a Austin que Gilbert va anomenar Evergreens, un estand de la qual es trobava al costat oest de Homestead. Fins al 1855, Dickinson no s'havia allunyat molt d'Amherst. Aquella primavera, acompanyada de la seua mare i la seua germana, va fer un dels seus viatges més llargs i llunyans fora de casa. Primer, van passar tres setmanes a Washington DC, on el seu pare representava Massachusetts al Congrés; després van viatjar a Filadèlfia durant dues setmanes per visitar la família. Mentre estava a Filadèlfia, va conéixer a Charles Wadsworth, un famós pastor de l'Església presbiteriana de Arch Street, amb qui va forjar una forta amistat que va durar fins que Wadsworth va morir el 1882. Tot i haver-lo vist només dues vegades després de 1855 (Wadsworth es va traslladar a San Francisco el 1862), es va referir a ell com «la meua Filadèlfia», «el meu clergue», «el meu amic terrenal més estimat» i «el meu pastor de 'Little Girl'hood».
A partir de mitjan dècada de 1850, la mare de Dickinson va quedar postrada amb diverses malalties cròniques fins que va morir el 1882. Escrivint a un amic l'estiu de 1858, Dickinson va dir que el visitaria si pogués deixar la «casa, o a la mare. No hi vaig. Fora, no siga que el pare vinga i em trobe a faltar, o es perda algun petit acte, que podria perdre'm, si fuig, la mare és com sempre, no sé què esperar-ne». A mesura que la seua mare va continuar declinant, les responsabilitats domèstiques de Dickinson van pesar més sobre ella i es va limitar a la Homestead. Quaranta anys després, Lavinia va dir que com que la seua mare estava malalta crònica, una de les filles havia de quedar-se sempre amb ella. Dickinson va assumir aquest paper com a propi i «en trobar la vida amb els seus llibres i la natura tan agradables, va continuar vivint-la».
Retirant-se cada cop més del món exterior, Dickinson va començar a l'estiu de 1858 el que seria el seu llegat perdurable. Revisant poemes que havia escrit anteriorment, va començar a fer còpies netes de la seua obra, reunint llibres manuscrits acuradament reunits. Els quaranta fascicles que va crear des de 1858 fins a 1865 van contenir gairebé vuit-cents poemes. Ningú no era conscient de l'existència d'aquests llibres fins després de la seua mort.
A finals de la dècada de 1850, els Dickinson van fer amistat amb Samuel Bowles, el propietari i redactor en cap del Springfield Republican, i de la seua dona Mary. Van visitar els Dickinson amb regularitat durant els anys vinents. Durant aquest temps, Dickinson li va enviar més de tres dotzenes de cartes i gairebé cinquanta poemes. La seua amistat va fer sortir alguns dels seus escrits més intensos i Bowles va publicar alguns dels seus poemes al seu diari. Va ser de 1858 a 1861 quan es creu que Dickinson va escriure un trio de cartes que s'han anomenat «Les cartes al mestre». Aquestes tres cartes, redactades a una persona desconeguda simplement anomenat «Mestre», continuen sent objecte d'especulació i contenció entre els estudiosos.
Dickinson també es va fer amiga de l'editor adjunt del Springfield Republican, J. G. Holland, i la seua dona, i sovint es va escriure amb ells. Va ser convidada a la seua casa de Springfield en nombroses ocasions. Dickinson va enviar més de noranta cartes als Hollands entre 1853 i 1886 en les quals comparteix «els detalls de la vida que hom impartiria a un familiar proper: l'estat del jardí, la salut i les activitats dels membres de la llar, referències a llibres llegits recentment».
Emily va ser una poeta «influenciada pel transcendentalisme i el romanticisme fosc», i la seua obra va salvar «la bretxa amb el realisme». Dels deu poemes publicats en vida de Dickinson, el Springfield Republican en va publicar cinc (tots sense signar), amb Sam Bowles i Josiah Holland com a editors, entre 1852 i 1866. Alguns estudiosos creuen que Bowles la va promocionar més; Dickinson va escriure cartes i va enviar els seus poemes als dos homes. Més tard, com a editor de Scribner's Monthly a partir de 1870, Holland va dir a l'amiga d'infància de Dickinson, Emily Fowler Ford, que tenia «alguns poemes [de Dickinson] en consideració per a la seua publicació [a Scribner's Monthly], però realment no són adequats, són massa eteris».
La primera meitat de la dècada de 1860, després que Dickinson s'hagués retirat en gran part de la vida social, va resultar ser el seu període d'escriptura més productiu. Els estudiosos i investigadors moderns estan dividits quant a la causa de la retirada i l'extrema reclusió de Dickinson. Tot i que un metge li va diagnosticar «prostració nerviosa» durant la seua vida, avui alguns creuen que podria haver patit malalties tan diverses com l'agorafòbia o l'epilèpsia. Julie Brown, escrivint a Writers on the Spectrum (2010), argumenta que Dickinson tenia un trastorn de l'espectre autista (TEA), però generalment es considera més especulació que un diagnòstic retrospectiu, i encara que la teoria s'ha fet ressò a Internet especialment, no ha estat avançada pels estudiosos de Dickinson.
L'abril de 1862, Thomas Wentworth Higginson, crític literari, abolicionista radical i expastor de l'esglèsia, va escriure una peça principal per a The Atlantic Monthly titulada «Carta a un jove col·laborador». L'assaig de Higginson, en el qual va instar els aspirants a escriptors a «carregar el vostre estil de vida», contenia consells pràctics per a aquells que desitgen entrar a la impremta. La decisió de Dickinson de posar-se en contacte amb Higginson suggereix que el 1862 estava contemplant la publicació i que potser s'hauria tornat cada cop més difícil escriure poesia sense públic. Buscant una guia literària que ningú proper a ella pogués proporcionar, Dickinson li va enviar una carta, que deia íntegrament:
| \| « \| Senyor Higginson, Estàs massa ocupat per dir si el meu vers és viu? La ment és tan a prop d'ella mateixa - no pot veure, clarament - i no tinc ningú a qui preguntar-ho. En cas que creieu que respirava - i teníeu l'oci de dir-m'ho, hauria de sentir-me ràpidament agraït - Si comet l'error - que t'atreveixes a dir-me - em donaria un honor més sincer - envers tu - Adjunte el meu nom, demanant-li, si us plau, senyor, que em diga què és cert? Que no em trairàs - no cal preguntar-ho - ja que l'Honor és el seu propi peó - \| » \| | |   |
| | |   |
| « | Senyor Higginson, Estàs massa ocupat per dir si el meu vers és viu? La ment és tan a prop d'ella mateixa - no pot veure, clarament - i no tinc ningú a qui preguntar-ho. En cas que creieu que respirava - i teníeu l'oci de dir-m'ho, hauria de sentir-me ràpidament agraït - Si comet l'error - que t'atreveixes a dir-me - em donaria un honor més sincer - envers tu - Adjunte el meu nom, demanant-li, si us plau, senyor, que em diga què és cert? Que no em trairàs - no cal preguntar-ho - ja que l'Honor és el seu propi peó - | » |

Aquesta carta molt matisada i en gran part teatral no estava signada, però ella havia inclòs el seu nom en una targeta i l'havia tancat en un sobre, juntament amb quatre dels seus poemes. Va elogiar el seu treball, però li va suggerir que retardés la publicació fins que hagués escrit més temps, sense saber que ja havia aparegut a la premsa. Ella li va assegurar que la publicació era tan estranya per a ella «com Firmament to Fin», però també va proposar que «si la fama em pertanyia, no podria escapar d'ella». Dickinson es va encantar amb l'autocaracterització dramàtica i el misteri a les seues cartes a Higginson. Ella deia d'ella mateixa: «Soc petita, com el roig, i els meus cabells són atrevits, com la castanyera, i els meus ulls com el xerés del got que deixa el convidat.» Va destacar la seua naturalesa solitària, dient que els seus únics companys reals eren els turons, la posta de sol i el seu gos, Carlo. També va esmentar que, mentre que a la seua mare «no li importava el pensament», el seu pare li comprava llibres, però li suplicava «que no els llegisca, perquè tem que facen trontollar la ment».
Dickinson va valorar el seu consell, passant d'anomenar-lo «Sr. Higginson» a », a més de signar les seues cartes, «El teu gnom» i «El teu erudit». El seu interés per la seua obra, sens dubte, va proporcionar un gran suport moral; molts anys més tard, Dickinson va dir a Higginson que li havia salvat la vida el 1862. Van mantenir correspondència fins a la seua mort, però la seua dificultat per expressar les seues necessitats literàries i la reticència a entrar en un intercanvi cooperatiu van deixar Higginson desconcertada; no la va pressionar perquè publiqués en la correspondència posterior. La mateixa ambivalència de Dickinson sobre la qüestió va militar en contra de la possibilitat de publicació. El crític literari Edmund Wilson, en la seua revisió de la literatura de la Guerra Civil, va conjecturar que «amb ànim, sens dubte hauria publicat».

### Reclusió a la Homestead
En contraposició a la immensa productivitat que va mostrar a principis de la dècada de 1860, Dickinson va escriure menys poemes el 1866. La pèrdua personal i la pèrdua d'ajuda domèstica pot haver-la fet estar massa superada per mantenir el seu nivell d'escriptura anterior. Carlo va morir durant aquest temps després d'haver-li proporcionat setze anys de companyonia; Dickinson mai va tenir un altre gos. Tot i que la criada de nou anys, Margaret O'Brien, s'havia casat i havia abandonat la Homestead aquell mateix any, no va ser fins al 1869 que els Dickinson van portar a una altra criada permanent, Margaret Maher, per substituir la seua antiga donzella de tot treball. L'Emily va tornar a ser responsable de la cuina, incloent-hi la cuina i la neteja, així com la pastisseria en què destacava.
Al voltant d'aquesta època, el comportament de Dickinson va començar a canviar. No abandonava la Homestead tret que fos absolutament necessari, i ja el 1867, va començar a parlar amb els visitants des de l'altre costat d'una porta en lloc de parlar-los cara a cara. Va adquirir notorietat local; se la veia poques vegades, i quan eixia, anava vestida generalment de blanc. L'única peça de roba supervivent de Dickinson és un vestit de cotó blanc, possiblement cosit cap a 1878–1882. Pocs dels locals que van intercanviar missatges amb Dickinson durant els seus últims quinze anys la van veure mai en persona. Austin i la seua família van començar a protegir la privadesa d'Emily i van decidir que ella no havia de ser un tema de discussió amb forasters.
Malgrat la seua reclusió física, Dickinson era socialment activa i expressiva a través del que constitueix dos terços de les seues notes i cartes supervivents. Quan els visitants venien a la Homestead o als Evergreens, sovint marxava o enviava petits regals de poemes o flors. Dickinson també va tenir una bona relació amb els nens de la seua vida. Mattie Dickinson, el segon fill d'Austin i Susan, va dir que "la tia Emily defensava la indulgència". MacGregor (Mac) Jenkins, fill d'uns amics de la família que més tard va escriure un breu article el 1891 anomenat "El record d'un nen d'Emily Dickinson", pensava en ella com que sempre oferia suport als nens del barri.
Quan Higginson la va instar a anar a Boston el 1868 perquè pogueren reunir-se formalment per primera vegada, ella va declinar escrivint: "Podria complaure la vostra conveniència arribar tan lluny com Amherst, m'alegraria molt, però no creue el terreny del meu pare cap a cap casa o ciutat". No va ser fins que ell va arribar a Amherst el 1870 que es van conéixer. Més tard es va referir a ella, en el relat físic més detallat i vívid d'ella registrat, com "una dona petita i senzilla amb dues bandes llises de cabells vermellosos... amb un piqué blanc molt senzill i exquisidament net i un xal blau amb teixit de xarxa".

## Poesia
La poesia d'aquesta autora es pot reconèixer al primer cop d'ull i no s'assembla a la de cap altre autor. La facilitat per al metre de la balada i els himnes, la profusió en l'ús dels guions i les majúscules sense norma dels seus manuscrits, a més d'un vocabulari i unes imatges idiosincràtics fan que el seu estil líric sigui únic.
Durant una revifada religiosa que va recórrer l'oest de Massachusetts durant les dècades de 1840 i 1850, Dickinson va trobar la seva vocació de poeta. Gran part de la seva obra reflecteix petits moments de la seva vida i temes més amplis de la societat. Més de la meitat dels seus poemes van ser escrits durant la Guerra Civil dels Estats Units. Molts han apuntat que aquesta guerra forneix part del sentiment de tensió de la poesia. Dickinson va jugar, un moment només, amb la idea de publicar els poemes i va arribar a demanar consell al crític literari Thomas Wentworth Higginson. Ell es va adonar immediatament del talent de l'artista, però en intentar «millorar» els poemes de l'autora per adaptar-los a l'estil florit i romàntic en voga en aquells moments, Dickinson va perdre ràpidament l'interès en el projecte.
Quan Dickinson va morir (1886), només se n'havien publicat deu poemes; set al diari Springfield Republican. Tres reculls pòstums de la dècada de 1890 li van donar fama d'enèrgica i excèntrica, però fins al segle xx no va ser apreciada com a poeta. Higginson i Mabel Loomis Todd van recopilar la poesia de Dickinson: Todd recollia i organitzava el material i Higginson l'editava. El treball era extens per regularitzar la puntuació i les majúscules dels manuscrits segons les normes de finals del segle xix. De vegades, reescrivien alguns fragments per reduir-ne l'ambigüitat. Un volum de poesia es va publicar a Boston el 1890 i va fer-se força famós: a finals de 1892 ja se n'havien venut onze edicions. El volum Poems: Second Series es va publicar el 1891 i va assolir cinc edicions el 1893. Una tercera sèrie va sortir el 1896. Dos volums de cartes de l'autora, amb canvis profunds i selecció de Todd (que va arribar a modificar-ne les dates en algunes) es van publicar el 1894. Aquesta onada de publicacions pòstumes va fer que la poesia de Dickinson arribés al públic per primera vegada i, de seguida, va trobar partidaris. Recolzada per Higginson i William Dean Howells amb ressenyes i crítiques favorables, la seva poesia va ser popular de 1890 a 1892. Tanmateix, més endavant, l'opinió de la crítica va esdevenir negativa. El 1892 Thomas Bailey Aldrich va publicar-ne, anònimament, una influent ressenya negativa al número de gener de la revista Atlantic Monthly:

Queda clar que Miss Dickinson posseïa una fantasia poc convencional i grotesca. Mostra una profunda influència del misticisme de Blake i del manierisme d'Emerson… Però la incoherència i la falta de forma dels seus versicles són nefastes. Una somiadora, excèntrica, sense gaire educació, reclosa a casa en un poble perdut de Nova Anglaterra (o d'on sigui) no pot desafiar amb tota impunitat les lleis de la gravetat i de la gramàtica.

A principis del segle xx, la neboda de Dickinson, Martha Dickinson Bianchi, va publicar una altra sèrie de poemaris, que incloïen també molts poemes encara inèdits, sempre amb puntuació i majúscules normalitzades. The Single Hound va sortir el 1914; The Life and Letters of Emily Dickinson i The Complete Poems of Emily Dickinson, el 1924; Further Poems of Emily Dickinson, el 1929. Altres reculls editats per Todd i Bianchi van publicar-se durant la dècada de 1930, i a poc a poc van veure la llum els poemes que encara no s'havien publicat. Amb l'arribada de la poesia modernista, les dificultats de Dickinson per ajustar-se a les idees de la poesia vuitcentista ja no provocaven ni sorpresa ni rebuig entre les noves generacions de lectors. Una nova onada de feminisme va enfortir la solidaritat cultural envers ella com a dona i poeta. La seva cotització havia pujat clarament, però Dickinson continuava, en general, sense ser considerada una poeta modernista de primera generació, com es pot llegir en un assaig crític (1937) de R. P. Blackmur:

No era ni una poeta professional ni una d'aficionada; era una poeta privada que escrivia tan infatigablement com algunes dones cuinen o fan mitja. El seu do amb les paraules i la situació cultural de l'època la van portar a la poesia com l'haurien pogut dur al ganxet... Com afirma Mr. Tate, va arribar en el moment just per a aquest tipus de poesia: la poesia de la visió excèntrica i sofisticada. Això és el que la salva: en alguns poemes i molts passatges, representativament genial. Tanmateix, la major part dels seus versos no són representatius si no simples anotacions indicatives, fragmentades. La llàstima és que el document que conforma la seva obra mostra que tenia els temes, el punt de vista, l'observació i la sinceritat que, si hagués sabut com o simplement per què, li haurien permès de fer que la major part dels seus versos (no només la més petita) fos autèntica poesia. Però la seva societat moribunda no tenia cap tradició amb la qual donar-li l'única lliçó que no sabia instintivament.

Els lectors posteriors no reconeixerien aquestes primeres edicions perquè el treball editorial havia modificat de manera substancial els manuscrits de l'autora. El 1955 Thomas H. Johnson va elaborar una nova edició completa de l'obra de Dickinson, The Poems of Emily Dickinson, que va sortir en tres volums. Aquest treball esdevindrà la base dels estudis sobre Dickinson i l'ofereix tal com la coneixeran els lectors posteriors: poemes sense títol, numerats en un ordre cronològic aproximat, puntuats amb guions i amb les majúscules irregulars, i amb un llenguatge tot sovint el·líptic. Es van imprimir per primera vegada molt més pròxims a com els havia deixat l'autora. Una edició posterior incloïa les opcions alternatives que Johnson va haver d'escollir per millorar la llegibilitat del text.
Lectors posteriors s'adonaran d'un problema encara latent en la lectura dels manuscrits Dickinson i observaran que, per com escrivia els manuscrits, les propietats gràfiques i físiques són importants en la interpretació dels poemes. Possiblement es podrien fer distincions significatives, segons sostenen, entre les diferents longituds i angles dels guions emprats per la poeta, i entre les diferents disposicions del text a la pàgina. Diversos volums han procurat reproduir els guions cal·ligrafiats de Dickinson amb diversos símbols tipogràfics d'angles i llargada diferents. El 1998 una versió de R. W. Franklin (que pretenia esdevenir l'edició canònica en comptes de les de Johnson) va recórrer a guions de diverses mides per acostar-se més als manuscrits. Alguns estudiosos mantenen que els poemes s'haurien de valorar llegint directament els manuscrits.
En català, ha estat traduïda per Marià Manent, Agustí Bartra (durant l'exili a Mèxic), Joan Cerrato, D. Sam Abrams, Carme Manuel, Paul S. Derrick, Dolors Udina, Marcel Riera o Jaume Bosquet, entre d'altres.

## Música
Com que utilitzava sovint versos rítmics, moltes de les composicions de Dickinson es poden adaptar fàcilment a melodies (un exemple: «I heard a fly buzz when I died- / The Stillness in the Room / Was like the Stillness in the Air / Between the Heaves of Storm»). Compositors com ara Aaron Copland i Nick Peros han emprat poemes de Dickinson com a lletres per a cançons.
Resulta també possible cantar molts dels poemes de l'autora al ritme de melodies com «Amazing Grace», «The Yellow Rose of Texas» o «Gilligan's Island». Encara que això sigui divertit en si, l'important és que demostra l'estreta relació entre poesia i cançó al llarg dels segles (sobretot en la forma de la balada).

## Traduccions al català

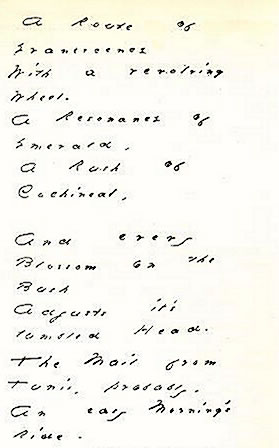
"A route to evanescence", 1880
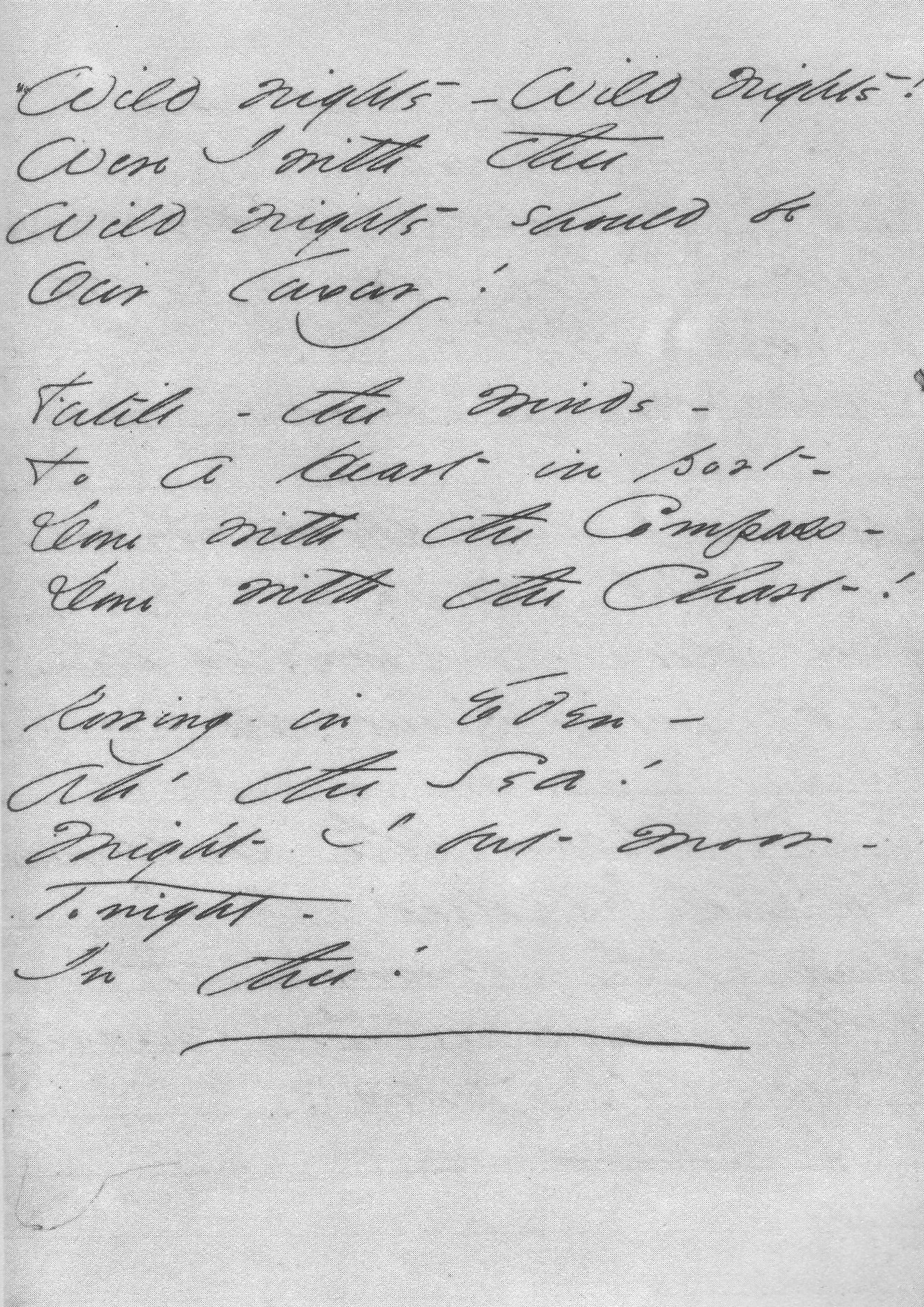
"Wilds nigths - Wilds nigths!"

- Poemes. Trad. d'Agustí Bartra, dins: Antologia de la lírica nord-americana. Mèxic: Lletres, 1951; 2a ed.: Vic: Eumo-Edipoies, 1983.
- Poemes. Trad. de Marià Manent. Barcelona: Edicions 62, 1979.
- Poemes de passió i enginy. Trad. de Joan Cerrato i Rosselló. Manacor: Casa de Cultura-Caixa de les Balears, 1988.
- Jo no sóc ningú! Qui ets tu? Trad. de D. Sam Abrams. Vic: Cafè Central-Eumo, 2002.
- Amherst. LXXX poemes. Trad. de Carme Manuel i Paul S. Derrick. Paiporta: Denes, 2004.
- Emily Dickinson. Trad. de Dolors Udina, Carles Duarte, Anna Crowe i Montserrat Abelló. Sabadell: Quaderns de Versàlia, 2012.
- Aquesta és la meva carta al món. Trad. de Marcel Riera. Barcelona: Proa, 2017.
- Poemes 1850-1886. Trad. de Carme Manuel. València: Institució Alfons el Magnànim, 2022.
- Amb mans invisibles. Antologia. Trad. de Carme Manuel. Il·lustracions d'Ada Sinache. Picassent: Andana, 2023.
- Que diferents que som! Poemes. Trad. de Jaume Bosquet. Il·lustracions de Julià Pascual. Barcelona: Edicions de 1984, 2024.
- Poesia completa. Trad. de Jaume Bosquet. Pròleg de D. Sam Abrams. Barcelona: Edicions de 1984, 2025.